# Música folklórica de Azerbaiyán
La música popular azerbaiyana (Azerí: Azərbaycan Xalq Musiqisi) combina los distintos valores culturales de todas las civilizaciones que han vivido en Azerbaiyán y la región iraní de Azerbaiyán.
Además de la música común encontrada en todo Azerbaiyán, hay distintos tipos de música folclórica, a veces relacionados con la historia o simplemente con el sabor de los lugares específicos.

## Historia
La mayoría de las canciones cuentan historias de acontecimientos de la vida real y del folclore azerí, o se han desarrollado a través de concursos de canciones entre poetas trovadorescos. En correspondencia con sus orígenes, las canciones populares generalmente se tocan en bodas, funerales y festivales especiales. Corresponding to their origins, folk songs are usually played at weddings, funerals and special festivals.
La música folclórica regional generalmente acompaña a las danzas folclóricas, que varían significativamente entre las regiones. El ambiente regional también afecta el tema de las canciones populares, p.je. Las canciones populares del Mar Caspio son animadas en general y expresan las costumbres de la región. Las canciones sobre la traición tienen un aire de desafío sobre ellos en lugar de tristeza, mientras que cuanto más al sur viajó en Azerbaiyán, más melodías se parecen a un lamento.
Como este género se ve como una música de la gente, los músicos en los movimientos socialistas comenzaron a adaptar la música popular con sonidos y arreglos contemporáneos en forma de canción de protesta.
El proceso de fusión entre los estilos musicales estadounidenses y la gente de Azerbaiyán también pueden verse como el origen de la música pop azerí, que intentó elevar la música folclórica a través de una mayor musicalidad o habilidades de composición y arreglo.

## Instrumentos tradicionales

### Instrumentos de cuerda
Los instrumentos de cuerda desplumados incluyen el saz, el Chang, el Gopuz, el Tar y el Oud, originalmente Barbat, y el Qanún similar al Dulcimer (también a veces martillado). Los instrumentos de cuerda inclinados incluyen el Kamancha. Bowed stringed instruments include the kamancha.

### Instrumentos de vientos
Los instrumentos de viento de madera incluyen el Tutek de doble lengüeta, Shawm-like (flauta de silbato), Zurna, Ney y Balaban.

### Instrumentos de percusión
Los instrumentos de percusión incluyen el tambor de marco Ghaval, el tambor cilíndrico de doble cara Nagara (davul) y el Gosha Nagara (par de tambores pequeños) y Daf (tambor de marco).
Además de los instrumentos de percusión, también existe esta piedra preciosa musical conocida como Gaval Dash. Hace un sonido como de pandereta cuando se golpea en diferentes puntos. Entre los libros de piedra hay una gran piedra plana formada por 3 soportes. Baste tocar el objeto con una piedra pequeña, los sonidos musicales provienen de ella. El Gaval Dash se formó debido a la combinación de clima, petróleo y gas únicos que se pueden encontrar en la región de Azerbaiyán. El Gaval Dash solo se puede encontrar en Gobustan, Azerbaiyán.

## Formas de la música folclórica
Las primeras canciones infantiles vernáculas en Europa son canciones de cuna de la época medieval posterior.   Desde poco después tenemos registros de canciones cortas de rimas infantiles, pero la mayoría de las canciones de cuna no se escribieron hasta el siglo XVIII. La primera, y posiblemente la más importante colección para enfocarse en esta área fue la suite para niños de Asaf Zeynally y Jujalarim de Ganbar Huseynli. Las canciones infantiles, a diferencia de las canciones populares, han permanecido como parte de una tradición viva y continua, porque aunque se añaden a otras fuentes y se ven afectadas por versiones escritas, la mayoría de los adultos transmiten canciones que aprendieron de fuentes orales cuando eran niños.

### Canciones de guerra
En Azerbaiyán, canciones sobre temas militares y navales fueron una parte importante de la producción de escritores de baladas del siglo XVIII en adelante, incluida una de las primeras Ballads (baladas) azerbaiyanas "El Mar Negro fue asalto", que trata de los acontecimientos de la Batalla de Sarikamish en 1914. Los conflictos entre Azerbaiyán y Armenia a fines del siglo XX y principios del XIX produjeron una serie de baladas que describían eventos, particularmente conflictos como los de la Batalla de Aghdam. La producción se convirtió en una inundación durante la Guerra Revolucionaria y Nagorno-Karabaj, al ver numerosas canciones patrióticas de guerra, como "Cənab Leytenant" (Señor Teniente).

### Canciones de trabajo
Las canciones de trabajo incluyen música cantada mientras realiza una tarea (a menudo para coordinar el tiempo) o una canción vinculada a una tarea u oficio que podría ser una narración, descripción o canción de protesta conectada. Los dos tipos principales de canción de trabajo en Azerbaiyán son canciones de trabajo agrícola, generalmente son canciones rítmicas a capela cantadas por personas que trabajan en una tarea física y a menudo repetitiva, como la "canción de té" común en Azerbaiyán soviético. Las canciones probablemente tenían la intención de aumentar la productividad al tiempo que reducían los sentimientos de aburrimiento.

## Tradiciones regionales

### Región de Qaraba (Karabakh)
Karabakh ha sido una de las áreas clave de la colección y música folclórica de Azerbaiyán. Había conservado una fuerte tradición de Mugham y tales como Şuşanın dağları başı dumanlı y Sari Gelin se convirtieron en parte vital del renacimiento de la música en Azerbaiyán.

### Región de Bakú
A pesar de ser el centro de resurgimientos populares y el movimiento popular de jazz, las canciones de Bakú fueron en gran parte descuidadas a favor de la música regional y rural hasta hace relativamente poco tiempo. Bakú, como era de esperar, era el lugar más común mencionado en las canciones populares de Azerbaiyán, incluyendo 'Bakı Haqqında Mahnı' (Canción sobre Bakú), y 'Bakı, Sabahın Xeyr' (Buenos días Bakú) y era el centro de la industria editorial.

## Intérpretes notables

### Solistas

#### Mujeres
- Shovkat Alakbarova
- Sevda Alakbarzadeh
- Azerin
- Nazakat Mammadova
- Zeynab Khanlarova
- Aygün Kazımova
- Googoosh

#### Varones
- Ogtay Aghayev
- Rashid Behbudov
- Bulbul
- Akif Islamzade
- Islam Rzayev
- Gulagha Mammadov
- Sami Yusuf

### Músicos
- Habil Aliyev
- Ramiz Guliyev
- Avtandil Israfilov
- Elchin Hashimov
- Kamil Jalilov
- Bahram Mansurov
- Gurban Pirimov
- Rəmiş
- Sadigjan
- Alihan Samedov
- Natig Shirinov